# Robot Overlords
Robot Overlords es una película británica de ciencia ficción de 2014 protagonizada por Callan McAuliffe, Ben Kingsley y Gillian Anderson. Fue dirigida por Jon Wright y producida por Piers Tempest con un presupuesto promedio de 21 millones de dólares.

## Sinopsis
Poco después de la invasión y ocupación de la Tierra por una raza de poderosos robots que desean el conocimiento y el ingenio de los humanos, los sobrevivientes están confinados en sus hogares. Irse sin permiso sería arriesgar sus vidas. Monitorizados por implantes electrónicos en sus cuellos, los centinelas robot son capaces de seguir el movimiento de los humanos para controlarlos. Si alguna persona intenta salir de su casa, los centinelas robóticos le advierten que debe regresar a su casa. Si no cumple la orden en diez segundos, la persona es asesinada.

## Reparto
- Callan McAuliffe es Sean Flynn.
- Ben Kingsley es Robin Smythe.
- Gillian Anderson es Kate.
- James Tarpey es Nathan.
- Milo Parker es Connor.
- Ella Hunt es Alexandra.
- Craig Garner es Mediator 452.
- David McSavage[3] es Donald.
- Geraldine James es Monique.
- Tamer Hassan es Wayne.
- Steven Mackintosh es Danny.
- Jonathan McAndrew es VC Teen.
- Roy Hudd es Martin.[4]